# Torre de Paraires
La torre de Paraires, junto con la torre de Señales o de Portopí, son los dos únicos ejemplos de torres costeras y están situadas en la boca del puerto de Portopí, uno de los puertos de Palma de Mallorca (Baleares, España). Su función era de señalización y defensiva. Las dos torres cerraban el puerto con una cadena. 

## Edificio
La torre es de planta cuadrada, cubierta plana y las cuatro paredes son ciegas con aspilleras como aberturas. La cubierta está terminada con almenas.
Los cimientos son de la época romana, protegidos como monumento nacional (Bien de Interés Cultural) en el año 1876.